# Nuh (profeet)
Nuh of Noeh (Arabisch: نوح) is een profeet en boodschapper in de Koran. Nuh komt in veel opzichten overeen met de persoon die in het jodendom en christendom al eerder bekend stond als Noach en een wereldwijde zondvloed met zijn gezin in een ark overleeft. 
Verwijzingen naar Nuh zijn te vinden op verschillende plaatsen in de Koran. Ook is er een soera naar hem vernoemd: soera Noach. Er wordt echter geen historisch relaas gedaan van de gehele zondvloed. De passages in de Koran hebben zowel parallellen als verschillen met die in het Bijbelboek Genesis en de islamitische traditie accepteert het relaas in dit Bijbelboek dan gewoonlijk ook als historisch. 

## Koran
De Koran benadrukt meestal Nuhs prediken van monotheïsme en de spot die daardoor met hem gedreven werd door de polytheïsten:
En Wij zonden Nuh tot zijn volk, en hij zeide: "O mijn volk, dien God. Gij hebt geen andere God buiten Hem. Wilt gij dan niet vrezen?"
En de hoofden van zijn volk, die ongelovig waren, zeiden: "Hij is slechts een mens zoals gij, hij zou zich boven u willen verheffen. En indien het God had behaagd, had Hij voorzeker engelen nedergezonden. Wij hebben nooit van zulk (een boodschapper) onder onze voorvaderen gehoord.
Hij is slechts een bezetene; wacht daarom een korte wijle, (ongetwijfeld zal hem iets overkomen)."
Nuh zeide: "O mijn Heer, help mij, want zij hebben mij verloochend." (Soera De Gelovigen 24-27)
Later instrueert God Nuh een Ark te bouwen:
En bouw de ark voor Onze ogen en volgens Onze voorschriften op. En roep Mij omtrent de onrechtvaardigen niet aan. Zij zullen zeker worden verdronken. (Soera Hud 38).

## Verschillen met Bijbelse variant
De Koran bevat een verhaal dat in de Bijbel niet vermeld wordt, namelijk dat een zoon van Noach de ark niet binnen wilde gaan:
En zij bewoog zich met hen op golven als bergen voort. En Nuh riep tot zijn zoon, die zich afzijdig hield: "O mijn zoon, scheep u met ons in en wees niet met de ongelovigen.
Hij antwoordde: "Ik zal mijn toevlucht weldra op een berg zoeken, die mij tegen het water zal beschermen." Hij antwoordde: "Er is deze dag geen beschermer tegen het gebod van God, met uitzondering van degenen wie Hij barmhartigheid toont." En een golf kwam tussen beiden, hij behoorde tot de drenkelingen. (Soera Hud 43-44)
|                         | Islam      | Judeo-christelijk |
| ----------------------- | ---------- | ----------------- |
| Zoon van Noach          | Verdronk   | Geen informatie   |
| Vrouw van Noach         | Ongelovige | Gelovige          |
| Zondvloed               | Lokaal     | Wereldwijd        |
| Stranding Ark van Noach | Al-Djoedie | Ararat            |
| Dronk wijn              | Nee        | Ja                |